# Jastreb
Jastreb (en serbe cyrillique : Јастреб) est un village du centre du Monténégro, dans la municipalité de Danilovgrad.

## Démographie

### Évolution historique de la population
| 1948 | 1953 | 1961 | 1971 | 1981 | 1991 | 2003 |
| ---- | ---- | ---- | ---- | ---- | ---- | ---- |
| 256  | 268  | 254  | 308  | 278  | 318  | 291  |